# Patrick Huber (Physiker)

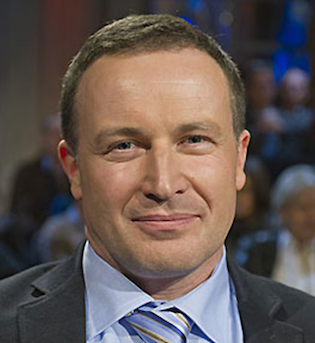
Patrick Huber (2015)

Patrick Huber (* 1968 in Urexweiler, Saarland) ist ein deutscher Physiker.

## Leben und Wirken
Patrick Huber studierte von 1989 bis 1994 Physik an der Universität des Saarlandes in Saarbrücken. Von 1994 bis 1999 war er wissenschaftlicher Angestellter an der Universität des Saarlandes und promovierte dort in Physik im Jahre 1999 (Doktorvater Klaus Knorr) mit dem Thema Struktur und Thermodynamik von Kondensaten in porösen Gläsern zum Doktor der Naturwissenschaften (Dr. rer. nat.). Von 1999 bis 2001 arbeitete er im Rahmen eines Forschungsstipendiums der Deutschen Forschungsgemeinschaft in der Arbeitsgruppe von Peter Pershan im Physik-Department der Harvard University im US-amerikanischen Cambridge (Massachusetts) bei Boston. Dort beschäftigte er sich mit der atomaren Struktur und der mikroskopischen Dynamik von flüssigen Metallen mit Hilfe von Synchrotron-basierter Röntgenbeugung. Von 2001 bis 2012 war er akademischer Rat in der Fakultät für Physik an der Universität des Saarlandes und habilitierte sich dort im Jahre 2008 mit dem Thema Kondensierte Materie in beschränkten Geometrien: Vom strukturell-thermodynamischen Zustand zum hydrodynamischen Transport. Im Jahre 2011 wurde Patrick Huber als Professor in das Physik-Department der Päpstlich Katholischen Universität von Chile in Santiago berufen. Im Jahre 2012 folgte er einem Ruf auf eine Professur für Materialphysik an die Technische Universität Hamburg (TUHH). Seit September 2020 leitet er das Institut für Material- und Röntgenphysik der TUHH und die Arbeitsgruppe „Hochauflösende Röntgenanalytik von Materialien“ am Deutschen Elektronen-Synchrotron (DESY) im Rahmen einer kooperativen Professur zwischen TUHH und DESY.
Patrick Huber war Gastwissenschaftler in der Abteilung „Biomaterialien“ von Peter Fratzl am Max-Planck-Institut für Kolloid- und Grenzflächenforschung in Potsdam und Gastprofessor am Institut de Lumière et Matière in Lyon, Frankreich.
Er ist Autor und Mitautor von ca. 130 Veröffentlichungen in Fachzeitschriften und Büchern in den Themenbereichen der Physik kondensierter Materie und Materialwissenschaften. Er hat einen h-Zitierindex von 36 (Stand Dezember 2021).

## Auszeichnungen
- 2000: Dr. Eduard-Martin Preis der Universität des Saarlandes